# Pozo Santa Eulalia
El pozo Santa Eulalia, también conocido como Candín I o El Cabritu, era una explotación de hulla subterránea con acceso mediante pozo vertical y con lavadero, situada a las afueras de La Felguera, en el concejo asturiano de Langreo (España). 
Formó parte del llamado Grupo Candín, de la empresa Hunosa junto con los pozos Lláscares y el Fondón. Una vez cerrado fue usado hasta 2013 como pozo de extracción del Lláscares. 

## Historia
Situado junto al río Candín, el Pozo Santa Eulalia está ubicado en la zona de los valles del Candín y Pajomal, de donde existen los primeros datos y estudios realizados por Gaspar Melchor de Jovellanos acerca del carbón de hulla en el siglo XVIII, cuando la explotación de éste se realizaba aún de manera rudimentaria. En esta zona se explotó por tanto el carbón hasta 2012 por más de 200 años.
El actual pozo vertical fue profundizado en 1943 por la empresa Carbones de Langreo, dirigida por el empresario y benefactor Manuel Suárez García, conocido como el Cabritu. Con la incorporación de la mina a Hunosa, se sustituye el tradicional castillete de acero por una moderna torre de extracción, entrando también en servicio en 1977 un lavadero de carbón que cesó su actividad en 1996, al concentrarse el lavado en el Lavadero de Modesta (Sama de Langreo).

## Descripción

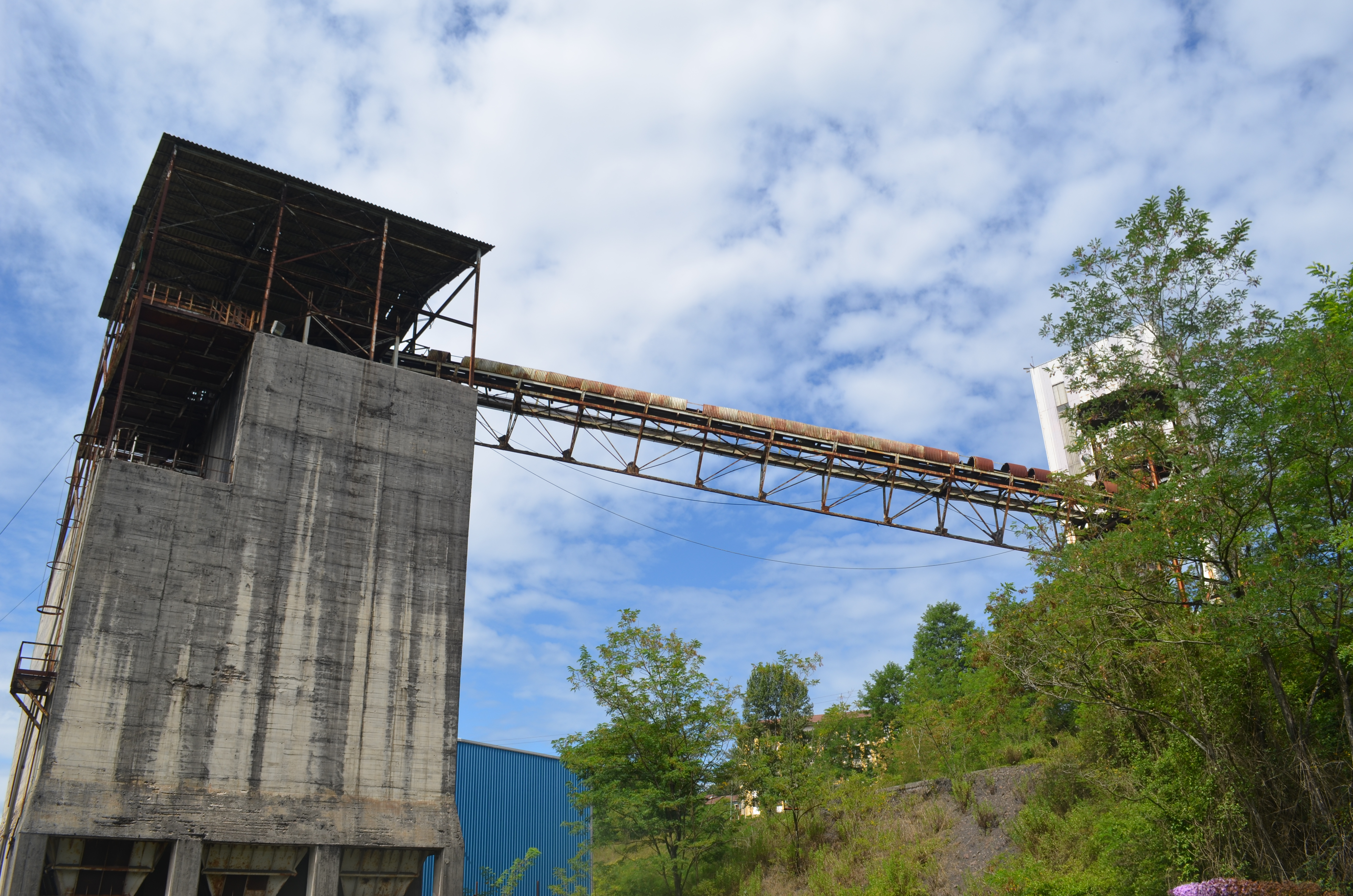
Antigua torre del lavadero 1977-1996

Tras la incorporación a Hunosa de Carbones de Langreo se modernizó la explotación y para ello se sustituyó el antiguo castillete minero por una gran torre de extracción para la utilización de skip con vertido directo a cinta transportadora. Junto a la torre se encuentra la del antiguo lavadero, de hormigón armado. El resto de instalaciones del lavadero están semidesmanteladas, viéndose aún varios vestigios. Junto a la torre de extracción hay un bloque de viviendas mineras que oculta el resto de instalaciones del pozo, como oficinas y antigua sala de máquinas, ya que todas las tareas administrativas así como la entrada y salida de mineros se realizó en sus últimos años por el Pozo Lláscares. La torre de extracción siguió activa hasta 2012. 

### Patrimonio
- Torre de extracción
- Antigua casa de máquinas
- Oficinas
- Restos del lavadero
- Bloque de viviendas mineras
- Casa de Manuel Suárez